# Azanus mirza
Espèce
Azanus mirza est une espèce d'insecte lépidoptère de la famille des Lycaenidae, de la sous-famille des Polyommatinae, du genre Azanus.

## Dénominations
Azanus mirza (Plötz, 1880).
Synonyme : Lycaena mirza (Plötz, 1880)
Il se nomme en anglais Pale Babul Blue ou Mirza Blue.

## Description
C'est un petit papillon bleu pâle.

## Biologie

### Période de vol et hivernation
Il vole toute l'année.

### Plantes hôtes
Ses plantes hôtes sont des acacias et des Allophylus, qui poussent dans des zones arides.

## Écologie et distribution
Il est présent  en Afrique, de l'Afrique de l'Ouest à l'Afrique de l'Ouest puis sur toute la côte jusqu'en Afrique du Sud.
Il habite les zones sèches et très exposées au soleil, la savane.

### Protection
Pas de statut de protection particulier.